# Turbo-BASIC XL
Turbo-BASIC XL — расширенная версия языка программирования BASIC для 8-битных компьютеров Atari.

## Описание
Это совместимая расширенная версия Atari BASIC, поставляемая с 8-битными системами Atari. Turbo-Basic XL был разработан Фрэнком Островски и опубликован в декабрьском выпуске немецкого компьютерного журнала Happy Computer за 1985 год. Вскоре после этого была выпущена версия для моделей 400/800 под названием «Frost Basic 1.4» (Frank Ostrowski Basic). Другие авторы выпустили несколько модифицированных версий, работающих с разными версиями Atari DOS.
Turbo-Basic XL значительно улучшает производительность по сравнению с Atari BASIC. Программа Atari BASIC, загруженная в Turbo-BASIC XL без внесения изменений, обычно работает примерно в три раза быстрее. А компилятор Turbo-Basic XL создавал двоичные исполняемые файлы, что ещё больше повышало производительность программы, примерно до десяти раз. Turbo-Basic XL также включает расширенный редактор, поддержку именованных процедур, блочных конструкций, а также добавлен доступ к базовому оборудованию, что, среди прочего, позволяет работать с дисководами без ДОС.
Вскоре Ф. Островски получил работу в компании «GFA Systemtechnik GmbH» (в то время известной как «Integral Hydraulik»), где он адаптировал Turbo-Basic XL в GFA BASIC для Atari ST, который стал одним из самых популярных реализаций языка программирования на этой платформе.